# The Stud - Lo stallone
The Stud - Lo stallone (The Stud) è un film del 1978 diretto da Quentin Masters.
Il soggetto è tratto dal romanzo di Jackie Collins.

## Trama
Un cameriere seduce la moglie del padrone e alla fine preferisce la libertà ad una possibile carriera.